# Какаово дърво
Какаовото дърво (Theobroma cacao) е малко (с 4-8 m височина) вечнозелено дърво от семейство Слезови, родом от тропическите региони на Америка. Семената му се използват за направата на какаов прах, от който се правят какао и шоколадови изделия.

## Описание
Какаовото дърво се нуждае от влажен климат и редовен дъжд, както и от подходяща почва. Листата му са с дължина между 10 и 40 cm и ширина от 5 до 20 cm. Отровните листа на дървото съдържат кремообразна, напомняща на мляко течност с неприятен вкус.
Цветовете на какаовото дърво не се опрашват от пчели, а от малки мушици Forcipomyia. Плодът на какаовото дърво е яйцевиден, с дължина от 15 до 30 cm и ширина от 8 до 10 cm. Цветът на узрелия плод е жълто—оранжев, тежи около 500 gr и съдържа между 20 и 60 семена, като всяко от тях съдържа значително количество мазнина – 40-50%, под формата на какаово масло. Дървото започва да ражда, когато е достигнало четири- или петгодишна възраст. Зряло дърво може да има близо 6000 цвята годишно, като едва 20 шушулки. За произвеждането на един килограм какаова паста са нужни 300 - 600 семена (10 шушулки). Има три основни групи на какаовите зърна, от който се прави шоколад и какао. Най-силно ценената, рядка и скъпа е групата Criollo, използвана от маите. Едва 10% от шоколада се прави от тази ароматна група. Какаото се прави от зърна от групата Forastero в 80% от случаите. Trinitario е третата група, като тя е хибрид между Criollo и Forastero и се използва в 10% от направата на шоколад.

## Произход и разпространение
Съществуват две популярни хипотези за начина, по който по принцип диворастящото какаово дърво е било култивирано от хората. Едната гласи, че дървото е било пренесено от Мексико в басейна на Амазонка и едновременно култивирано и в двата района. Другата се базира на последните генетични изследвания на Теоброма какао, които показват, че растението е съществувало първоначално в Амазония, а впоследствие е било пренесено в Централна Америка и Мезоамерика. В наши дни в диворастящото състояние дървото може да бъде видяно в ниските части на Андите, които се намират в басейните на реките Амазонка и Ориноко.

## История
Научното име Теоброма означава „храна на боговете“. Какаовата напитка се е използвала само от мъже, тъй като се е смятало, че е токсична за жени и деца. Христофор Колумб и неговият екипаж са първите европейци, които се сблъскват с какаото, когато залавят кану, в което имало мистериозно изглеждащи „бадеми“. Напитката е занесена в Испания и за по-малко от век се разпространява из Франция, Англия и други страни от Западна Европа. Високото търсене на напитката кара Франция да създаде какаови плантации на Карибите, а Испания по-късно развива какаови плантации във филипинската си колония. По времето на ацтеките, какаовите зърна са се използвали като валута. Срещу едва 80-100 какаови зърна се е разменяло платнено наметало. В някои региони като Юкатан, зърната са използвани като дребни монети чак до 1840 г.
|  | Тази страница частично или изцяло представлява превод на страницата Theobroma_cacao в Уикипедия на английски. Оригиналният текст, както и този превод, са защитени от Лиценза „Криейтив Комънс – Признание – Споделяне на споделеното“, а за съдържание, създадено преди юни 2009 година – от Лиценза за свободна документация на ГНУ. Прегледайте историята на редакциите на оригиналната страница, както и на преводната страница, за да видите списъка на съавторите. ВАЖНО: Този шаблон се отнася единствено до авторските права върху съдържанието на статията. Добавянето му не отменя изискването да се посочват конкретни източници на твърденията, които да бъдат благонадеждни. |